# عماد حب الله
عماد يوسف حب الله هو سياسي، إداري ومهندس كهربائي لبناني، شغل منصب وزير الصناعة في حكومة حسان دياب في 21 يناير 2020، وفي 10 أغسطس 2020، استقالت الحكومة، وتولى تصريف الأعمال لحين تشكيل حكومة نجيب ميقاتي الثالثة في 10 سبتمبر 2021.

## النشأة والدراسة
ولد عماد حب الله في كفرملكي. يملك ماجستير في إدارة الأعمال من جامعة كولومبيا، وماجيستير ودكتوراه في الهندسة الكهربائية من جامعة سيراكيوز. وقد ترشحت رسالته في الدكتوراه لجائزة أفضل رسالة في العقد. كما حصل على دبلوم برنامج التطوير العام في سويسرا، ولديه بكالوريوس في مادة الكيمياء من الجامعة اللبنانية.

## الحياة العملية
حب الله عميد عمداء ورئيس الهيئة الأكاديمية في الجامعة الأمريكية في دبي. ومحاضر في الجامعة الأمريكية في بيروت، ويعدّ عضوًا في المجالس الاستشارية في المدرسة الأمريكية الجماعية، أكاديمية دبي الدولية، مركز الإنترنت اللبناني، ورئيس المنتدى العربي لإدارة الإنترنت وشبكة المنظمات العربية للاتصالات وتكنولوجيا المعلومات. شغل عدّة مناصب إدارية وإقليمية في شركة التليفون والتلغراف الأمريكي، ومنصب مدير العمليات في شركة لوسنت تكنولوجيز، شركة شبكات الوسائط OMNI وعيّن كرئيس مجلس الإدارة والرئيس التنفيذي لهيئة تنظيم الاتصالات في لبنان. وأسس وأدار شركة شركة ICTTT الاستشارية. وقد تولّى وزارة الصناعة خلفًا للوزير وائل أبو فاعور.

## وزارة الصناعة
أُختير الدكتور عماد حب الله وزيرًا للصناعة في الحكومة اللبنانية السادسة والسبعون من قبل رئيس الوزراء الدكتور حسان دياب. وشغل المنصب بين 21 كانون الثاني 2020 حتى استقالة الحكومة في 10 آب. وتولى تصريف الاعمال حتى 10 ايلول 2021..

### استقالة الحكومة
في 10 أغسطس 2020، أعلن حسان دياب استقالة حكومته على خلفية انفجار مرفأ بيروت الذي وقع في 4 أغسطس 2020، وقامت الحكومة بتصريف الأعمال لحين تشكيل حكومة جديدة في 10 أيلول 2021..